# Serafe
Die Serafe AG (Schweizerische Erhebungsstelle für die Radio- und Fernsehabgabe, französisch Organe suisse de perception de la redevance de radio-télévision, italienisch Organo di riscossione svizzero per il canone radiotelevisivo) ist eine Tochtergesellschaft der Schweizer Secon AG, die für die Erhebung der Radio- und Fernsehempfangsgebühren zuständig ist. Sie erhebt die Rundfunkabgaben seit dem 1. Januar 2019 und löste in dieser Funktion die Billag AG ab. Der Kunstname setzt sich aus Schweizerische Erhebungsstelle für die Radio- und Fernsehabgabe zusammen.

## Geschichte der Empfangsgebühren
Bis 1998 wurden die Empfangsgebühren automatisch mit der monatlichen Telefonrechnung der Swisscom bezahlt. Nach der Teilprivatisierung der Swisscom wurde diese verpflichtet, das Inkasso bis spätestens 2002 weiterzuführen. Die Swisscom gründete daraufhin die Tochterfirma Billag AG, die ab Anfang 1998 die Gebühren erhob. In einer öffentlichen Ausschreibung erhielt 1999 die Billag AG den Zuschlag, die Gebühren weiterhin zu erheben. Auch danach konnte die Billag ihr Mandat verteidigen.
Am 14. Juni 2015 nahm das Schweizer Stimmvolk in einer Referendumsabstimmung die Änderung des Bundesgesetzes über Radio und Fernsehen (RTVG) an. Damit wurde die Empfangsgebühr der technologischen Entwicklung angepasst und die jährliche Gebühr für die Haushalte gesenkt. Mittels Internetverbindung können Radio und Fernsehen auch ohne ein klassisches Radio- oder Fernsehgerät empfangen werden. Das revidierte RTVG ersetzt die bisherige geräteabhängige Empfangsgebühr durch eine allgemeine Abgabe.
Am 10. März 2017 gab das Bundesamt für Kommunikation Bakom bekannt, dass die Billag AG ihr Mandat zum Inkasso der Radio- und Fernsehgebühren nach 18 Jahren verliert. In einer öffentlichen Ausschreibung hat die Serafe AG, eine Tochtergesellschaft der 1979 gegründeten Secon AG, dank einem besseren Preis-Leistungs-Verhältnis den Zuschlag erhalten. Am 1. Januar 2019 hat die Serafe AG diese Aufgabe übernommen. Das Mandat läuft bis 2025.
Am 4. März 2018 sprach sich das Schweizer Volk mit klarer Ablehnung (71,6 % Nein-Stimmen) der Eidgenössischen Volksinitiative «Ja zur Abschaffung der Radio- und Fernsehgebühren (Abschaffung der Billag-Gebühren)» für die Beibehaltung der Radio- und Fernsehempfangsgebühren aus. Die Haushalte und Unternehmen werden sich somit weiterhin an der Finanzierung lokaler, regionaler und nationaler Radio- und Fernsehstationen beteiligen.

## Unternehmen
Das Unternehmen beschäftigt rund 50 Personen und rund 100 Personen im Callcenter. Das Inkassovolumen beträgt ca. 1,3 Milliarden Schweizer Franken. Um einen regelmässigen Geldfluss zu garantieren, werden die total ca. 3,9 Millionen zu versendenden Rechnungen an Haushalte (Privat- und Kollektivhaushalte) im Zufallsprinzip auf jeden Monat gleichmässig verteilt verschickt.
Die Unternehmensabgabe wird nicht von der SERAFE AG erhoben; sondern von der ESTV (Eidg. Steuerverwaltung).

## Gebührenpflicht und Gebührenhöhe
Nach dem Systemwechsel von der geräteabhängigen Empfangsgebühr zur geräteunabhängigen Haushaltabgabe sind grundsätzlich alle privaten Haushalte in der Schweiz abgabepflichtig. Unabhängig von der Anzahl der in einem privaten Haushalt lebenden Personen haben diese nur einmal die Abgabe zu bezahlen. Autoradios, PC und Handys sind hierbei eingeschlossen. Die vom Bundesrat festgelegte Höhe der Abgabe beträgt seit 2021 335 Schweizer Franken pro Jahr. Nichtbesitzer von Empfangsgeräten konnten sich während einer 5-jährigen Übergangsfrist von der Radio- und Fernsehabgabe (Haushaltabgabe) befreien lassen. Diese Möglichkeit endete am 31. Dezember 2023. Empfänger von Ergänzungsleistungen zur AHV/IV nach Bundesrecht können auf Gesuch hin von der Zahlung der Abgabe befreit werden. Bis 2018 zahlte man 451 Franken, wenn man Radio und Fernseher angemeldet hatte.
Da jahrelang von der Vorgängerorganisation widerrechtlich die Mehrwertsteuer auf den Radio- und Fernsehgebühren erhoben wurde, zieht Serafe von der ersten Abgaberechnung 2021 automatisch 50 Franken ab. Anders bei den Unternehmen, welche die Rückerstattung zuerst online beantragen müssen.
Kollektivhaushalte (zum Beispiel Alters-, Jugend- und Behindertenheime, Studentenwohnheime, Institutionen des Straf- und Massnahmenvollzugs, Gemeinschaftsunterkünfte für Asylsuchende, Klöster und andere Unterkünfte religiöser Vereinigungen) zahlen gemeinsam 670 Schweizer Franken pro Jahr.
Unternehmen, die in der Schweiz mehrwertsteuerpflichtig sind (mit Sitz, Wohnsitz oder Betriebsstätte in der Schweiz) und mit einem weltweiten Umsatz von über 500‘000 Schweizer Franken, unterliegen automatisch der Radio- und Fernsehabgabe. Die Höhe der Abgabe ist abhängig vom Umsatz des Unternehmens und wird durch die Eidgenössische Steuerverwaltung (ESTV) erhoben. Die Radio- und Fernsehverordnung teilt die jährliche Abgabe in sechs Stufen, wobei eine Unterteilung je nach Umsatzhöhe vorgesehen ist. Für Firmen mit einem Umsatz von unter einer Million Franken beträgt die Abgabe demnach 365 Franken, die höchste Stufe verlangt für Firmen mit Umsatz ab einer Milliarde Franken eine jährliche Abgabe von 35'590 Franken.
Im Dezember 2019 urteilte das Bundesverwaltungsgericht in einem Fall eines Berner Unternehmens, dass die Einteilung der Umsatzstufen «zu undifferenziert» und das verfassungsmässige Rechtsgleichheitsgebot verletzt sei.
Die Erhebungsstelle hat jährlich sowohl ihren Tätigkeitsbericht als auch ihren Geschäftsbericht auf ihrer Homepage im Medienbereich zu veröffentlichen.

## Verwendung der Radio- und Fernsehgebühren
Die Serafe AG leitet die eingenommenen Gebührenerträge dem BAKOM (Bundesamt für Kommunikation) weiter. Der grösste Teil der Einnahme, 1,2 Milliarden Schweizer Franken, fliesst zur SRG SSR, der Schweizerischen Radio- und Fernsehgesellschaft, um ihre Radio- und Fernsehprogramme in der ganzen Schweiz und in allen Landessprachen anzubieten. Lokalradios und private Fernsehstationen mit Leistungsauftrag bekommen sechs Prozent des gesamten Ertrags, d. h. 81 Millionen Schweizer Franken seit 2019. Ausserdem wird daraus administrativer Aufwand des BAKOM (Frequenzüberwachung) und der Aufwand der Serafe AG sowie der Steuerverwaltung finanziert. Die Serafe wird 2019 mit 20,2 Millionen Schweizer Franken entschädigt, die Steuerverwaltung mit 5,1 Millionen Schweizer Franken.